# Parafia Ewangelicko-Augsburska w Katowicach
Parafia Ewangelicko-Augsburska w Katowicach – parafia Kościoła Ewangelicko-Augsburskiego w RP należąca do diecezji katowickiej z siedzibą przy ulicy Warszawskiej 18 w Katowicach, na terenie dzielnicy Śródmieście.
Została erygowana w 1854 roku, a osobowość prawną zyskała dwa lata później. Kościół parafialny został wzniesiony w latach 1856–1858 w stylu arkadowym i był dwukrotnie przebudowywany. Katowicka wspólnota jest jedną z dwóch parafii ewangelickich na terenie Katowic, a w 2024 roku liczyła 721 wiernych. Jej proboszczem od 2014 roku jest ks. Marian Niemiec, zwierzchnik diecezji katowickiej w latach 2014-2024.

## Historia

### Początki parafii i budowa kościoła

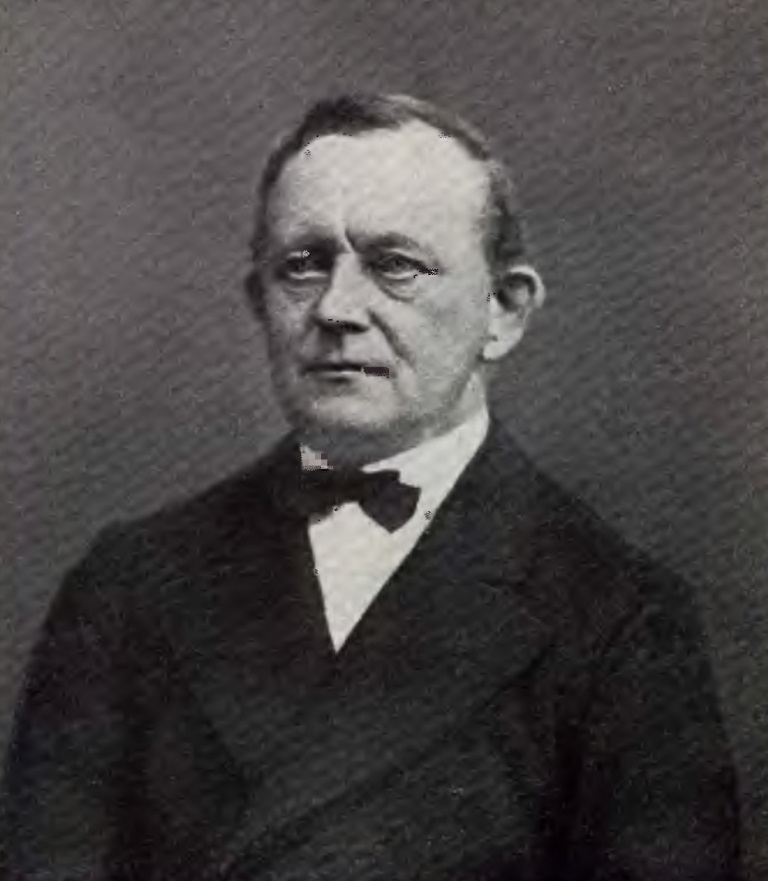
Ks. Gotthold Christian Clausnitzer – pierwszy proboszcz ewangelickiej parafii w Katowicach

Na terenie późniejszych Katowic idea reformacji pojawiła się prawdopodobnie już w latach 30. XVI wieku. Przypuszcza się, że wiarę tę kultywowali wolni kuźnicy, zarządzającymi kuźnicami nad Rawą, w tym założyciel Katowic Andrzej Bogucki czy pochodzący z Roździenia Walenty Roździeński.
W wyniku wojny trzydziestoletniej oraz kontrreformacji Habsburgów ewangelicyzm na Górnym Śląsku został poważnie osłabiony – pozostały tylko nieliczne skupiska ewangelików w okolicach Tarnowskich Gór i Pszczyny. Sytuacja ewangelików uległa znacznej poprawie z chwilą włączenia w 1742 roku Śląska w skład państwa pruskiego. Ponowne odrodzenie ewangelicyzmu na Śląsku związane było z napływem ludności z zewnątrz (w dużej mierze wyznania ewangelickiego) dzięki gwałtownemu rozwojowi przemysłu górniczego i hutniczego w XIX wieku na Górnym Śląsku. Wtedy to powstało wiele nowych parafii ewangelickich.
Jeszcze na początku XIX wieku w Katowicach mieszkało tylko 32 ewangelików, by w 1840 roku ich liczba do 238, a zanim powołano katowicką parafię, tutejsi wierni udawali się do Mikołowa i Królewskiej Huty. W związku z szybkim przyrostem ludności wyznania ewangelickiego w 1853 roku rozpoczęto starania o utworzenie w Katowicach gminy kościelnej w ramach Pruskiego Kościoła Krajowego. Władze wyraziły zgodę na utworzenie gminy w czerwcu 1854 roku.
Sprowadzono z Tarnowskich Gór ks. Gotholda Christiana Clausnitzera, a pierwsze nabożeństwo inaugurujące działalność kaplicy ewangelickiej, która mieściła się w zaadaptowanej na ten cel hali huty „Martha” (późniejsza huta „Marta”), odbyła się w 24 grudnia 1854 roku. Podczas tej uroczystości erygowano katowicką parafię, natomiast osobowość prawną zyskała w 1856 roku.
Nowo powstała parafia liczyła 468 wiernych, a wśród nich byli najbardziej wpływowi mieszkańcy Katowic: właściciel dóbr Hubert von Tiele-Winckler, ich zarządca Friedrich Wilhelm Grundmann i oraz lekarz Richard Holtze. Parafia katowicka obejmowała swym zasięgiem całe Katowice oraz leżące w pobliżu miejscowości i osady: Bogucice, Dąbrówkę Małą, Załęże, Brynów, Dąb, Józefowiec, Bederowiec, Ligotę i Wełnowiec.
Nabożeństwa odprawiane były w językach niemieckim i polskim. Zaadaptowana sala była jednak zbyt mała na potrzeby szybko wzrastającego zboru, powstała więc myśl budowy nowej świątyni. Kamień węgielny pod budowę kościoła Zmartwychwstania Pańskiego położono w 17 lipca 1856 roku, a jego poświęcenie odbyło się 29 września 1858 roku. Kościół miał 304 miejsca siedzące, skromne organy, jedną wieżę i dzwonnicę. Był jednocześnie pierwszą murowana budowlą sakralną w Katowicach. Po wybudowaniu kościoła na parceli obok wybudowano w latach 1859–1860 szkołę, która w 1873 roku stała się placówką komunalną. 28 września 1875 roku oddano do użytku nową plebanię (przedtem mieściła się ona w budynku szkoły).

### Do 1922 roku

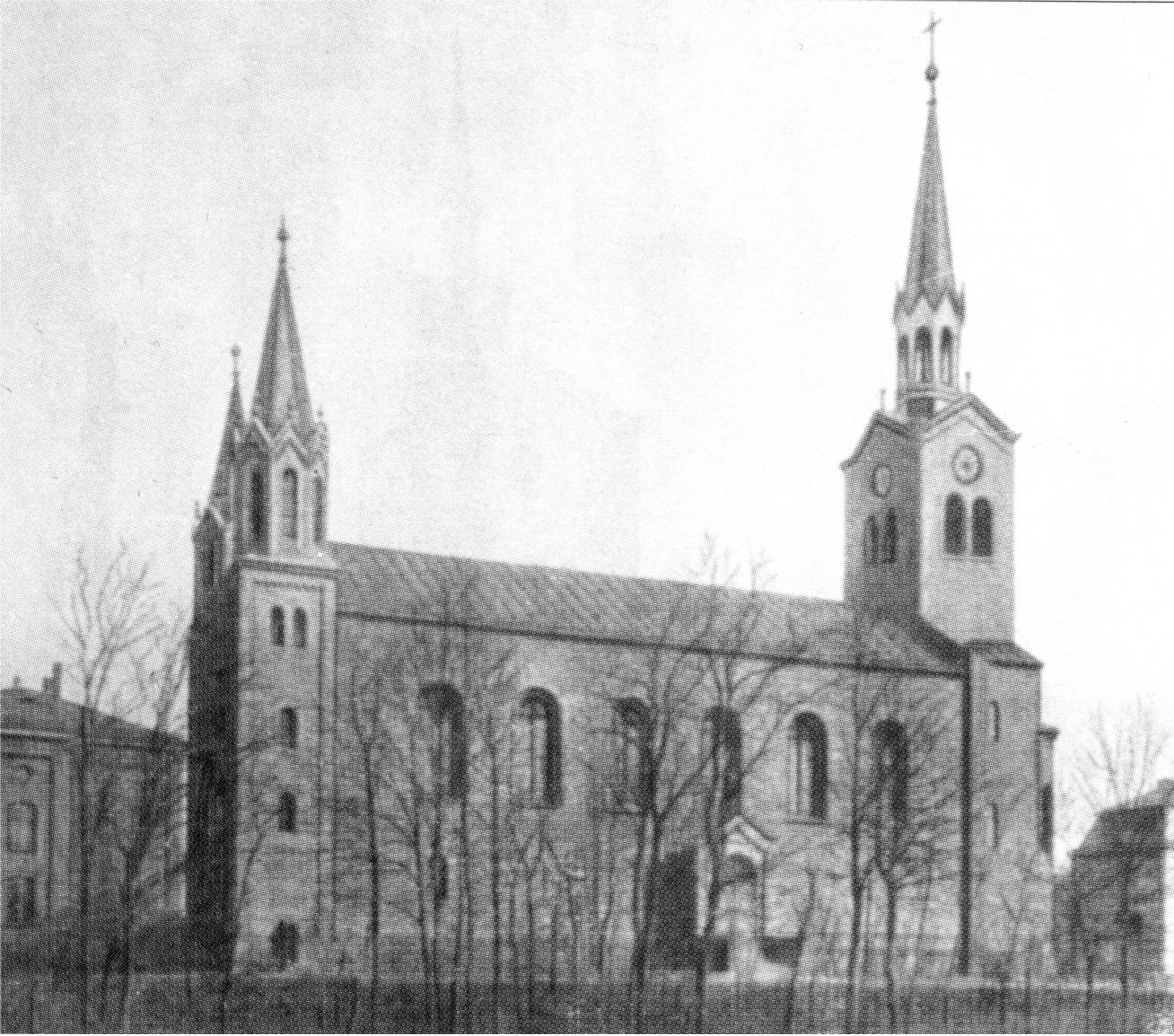
Kościół Zmartwychwstania Pańskiego po pierwszej rozbudowie na zdjęciu z okresu 1889–1899

Wraz z rozwojem Katowic, które w 1865 roku uzyskały prawa miejskie, wzrastała także liczba ewangelików – w roku 1883 było ich już prawie 3,5 tysiąca. Nowo wybudowany kościół okazał się za mały, więc postanowiono go rozbudować. Prace trwały w latach 1887–1889, dzięki czemu liczba miejsc siedzących wzrosła do 582. Nie wystarczyło to na długo i gdy pod koniec XIX wieku liczb parafian wzrosła do 10 tysięcy, postanowiono ponownie powiększyć kościół. Przebudowę przeprowadzono w latach 1899–1902, przybierając wówczas swój ostateczny kształt. Liczba miejsc siedzących wzrosła do 1 250.
Wcześniej, bo w 1884 roku założono nowy, większy cmentarz pomiędzy ulicami K. Damrota a Francuską, ponieważ dotychczasowy był już za mały.
W latach 1899–1900 wybudowano dom starców przy ulicy K. Damrota oraz w 1908 roku duży dom parafialny przy ulicy Bankowej, który posiadał kilka sal wykładowych, mieszkania dla księży i pracowników kościelnych. W latach 1903–1905 przy ulicy Jagiellońskiej 17 powstał dom misyjny (późniejszy Chrześcijański Dom dla Podróżnych „Hospic”), przygotowujący m.in. na stacjonarnych seminariach pracowników misyjnych dla południowo-wschodniej Europy.

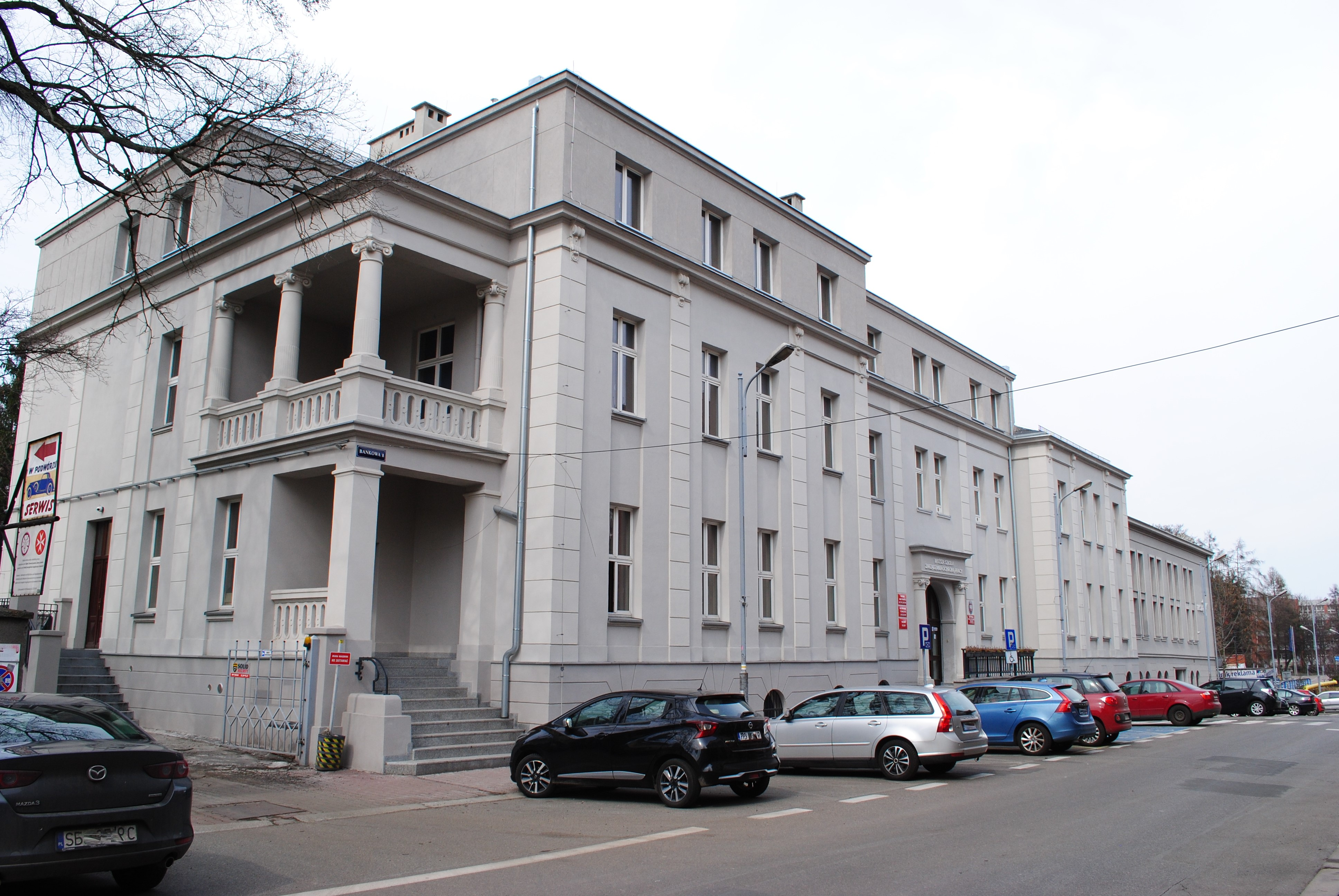
Dawny dom parafialny przy ulicy Bankowej 8 w Katowicach (2021)

W tym okresie powstawały w Katowicach również stowarzyszenia ewangelickie, którym patronował proboszcz, ks. Franciszek Kralik. Najstarszym była powołana w 1857 roku filia Fundacji Gustawa Adolfa, mającej na celu budowanie nowych obiektów sakralnych i remonty istniejących. Później, w 1887 roku powstało Ewangelickie Stowarzyszenie Mężczyzn i Młodzieńców, w 1891 roku Ewangelickie Stowarzyszenie Niewiast i Panien, które opiekowało się ubogimi, niepełnosprawnymi, seniorami i dziećmi, a w 1899 roku Ewangelickie Stowarzyszenie Panien „Marta”.
W styczniu 1904 roku proboszczem został ks. Herman Voss, który w latach 1919–1923 był superintendentem diecezji, a od 1923 roku prezydentem Ewangelickiego Kościoła Unijnego na Polskim Górnym Śląsku; na skutek antypolskiej działalności pozbawiony swojego urzędu. Ze względu na wielkość parafii przydzielono jej najpierw wikariusza, w 1904 roku utworzono stanowisko drugiego proboszcza, a w 1908 roku również trzeciego. W ostatnich latach przed wybuchem I wojny światowej liczba parafian doszła do 16 tysięcy. Powstały nowe stowarzyszenia ewangelickie – założone w 1907 roku zarówno filia Towarzystwa Ewangelickiej Konfederacji, jak i Ewangelickie Stowarzyszenie Robotnicze.

### Lata międzywojenne i II wojna światowa
Wskutek I wojny światowej i przyłączenia części Górnego Śląska do Polski, znaczna część ewangelików z Katowic wyprowadziła się poza granice kraju tak, że liczba wiernych w parafii stopniała do około 6 tysięcy. Na mocy konwencji genewskiej z 1922 roku, która przez 15 lat zapewniała specjalne traktowanie mniejszości narodowych, utworzono w 1923 roku samodzielny Ewangelicki Kościół Unijny na polskim Górnym Śląsku. Jego zwierzchnikiem – prezydentem został katowicki proboszcz, ks. Herman Voss. Katowice stały się na 16 lat siedzibą władz zwierzchnich Kościoła ewangelickiego, do którego należało 16 parafii, liczących łącznie ok. 40 tys. wiernych. W tym czasie parafia stała się nie tylko znaczącym ośrodkiem religijnym, ale i kulturalnym.
Po wygaśnięciu konwencji genewskiej w 1937 roku i niemożności ugodowego załatwienia problemu równouprawnienia grup narodowościowych polskiej i niemieckiej we władzach Kościoła, Sejm Śląski 16 lipca 1937 roku wydał ustawę o Tymczasowej Organizacji Kościoła Ewangelickiego na Górnym Śląsku, w myśl której władze administracyjne wprowadziły komisaryczny zarząd Kościoła. W 1938 duszpasterzem Polaków-ewangelików został ks. Ryszard Danielczyk (poprzednio polskim prefektem w Katowicach był ks. Jerzy Kahané).
Gdy wybuchła II wojna światowa, parafię włączono do niemieckich struktur organizacyjnych, a jej administratorem został ks. Alfred Bolek.

### Lata powojenne
Po II wojnie światowej parafia katowicka, jak wszystkie parafie na Górnym Śląsku, została włączona do Kościoła Ewangelicko-Augsburskiego z konsystorzem w Warszawie. Na skutek działań wojennych parafia zmalała do około 1 600 członków. Pierwsze nabożeństwa odprawiali księża Karol Klus i Edward Dietz. W kwietniu 1945 parafię przejął jako administrator ks. Adam Hławiczka, który później jako proboszcz służył parafii do 1978 roku.
W 1945 roku zarządzeniem wojewody śląsko-dąbrowskiego przekazano kościół ewangelicki do użytku kurii rzymskokatolickiej, która przeznaczyła go na kościół szkolny pw. św. Andrzeja Boboli. Natomiast duży dom parafialny przy ulicy Bankowej został parafii odebrany, a później przejął go najpierw Państwowy Zakład Wydawniczy, a później Komitet Miejski PZPR. Przy parafii pozostała tylko salka konfirmacyjna na niespełna 100 miejsc. Po interwencjach strony ewangelickiej władze centralne zwołały w maju 1947 roku konferencję z udziałem obydwóch stron, podczas której doszło do ugody: w zamian za kościół w Katowicach strona rzymskokatolicka zatrzymała trzy inne ewangelickie świątynie.
Pierwszą poważniejszą inwestycją zrealizowaną po odzyskaniu kościoła, było wybudowanie w 1949 roku nowego ołtarza według projektu artysty rzeźbiarza Artura Cieńciały. Życie religijne odmierzane rytmem niedzielnych i świątecznych nabożeństw, szkółek niedzielnych, lekcji religii, konfirmacji, prób chóru i pomocy charytatywnej, toczyło się ustabilizowanym torem. Po przejściu na emeryturę ks. Adama Hławiczki, w 1979 roku proboszczem parafii został ks. Ryszard Neuman. W trakcie stanu wojennego parafia wspierała mieszkańców Katowic, prowadziła akcje charytatywne przy udziale partnerskich parafii z Europy Zachodniej.

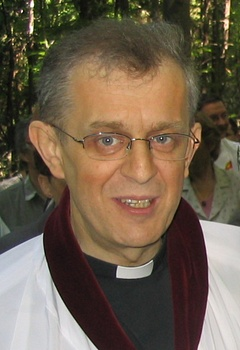
Ks. bp Tadeusz Szurman-proboszcz parafii w latach 1993-2014

W latach 1993–2014 proboszczem parafii był ks. Tadeusz Szurman, który w 2001 roku został wybrany biskupem diecezji katowickiej. W tym czasie okresie kościół parafialny był miejscem ważnych uroczystości kościelnych o charakterze ogólnokościelnym, ekumenicznym i diecezjalnym. Odbyło się tutaj m.in. w 1999 roku centralne nabożeństwo z okazji podpisania między Kościołem rzymskokatolickim i luterańskim Wspólnej Deklaracji o usprawiedliwieniu.
W czasie remontu budynku plebanii w 1993 roku odkryto w piwnicy starodruki, a wśród nich jeden z najcenniejszych zabytków piśmiennictwa polskiego – Biblię brzeską (zwaną też radziwiłłowską) z 1564 roku. Została ona poddana gruntownej renowacji. W latach 1995–1996 parafia odzyskała dawny dom parafialny „Hospic” przy ul. Jagiellońskiej 17 oraz dom parafialny przy ul. Bankowej 8. W latach 1997–2000 przeprowadzono kompleksowe prace remontowe, a w latach 2005–2006 wykonano kapitalny remont plebanii.
W 2008 ewangelicka parafia liczyła 898 wiernych.
Po śmierci w 2014 roku ks. bpa Tadeusza Szurmana Zgromadzenie Parafialne wybrało na stanowisko proboszcza parafii ks. Mariana Niemca. Uroczystość instalacji odbyła się w kościele parafialnym 7 września 2014 roku. Tydzień później w tym samym kościele odbyła się uroczysta konsekracja ks. Mariana Niemca na urząd biskupa diecezji katowickiej. 31 października 2017 roku w katowickim kościele odbyło się centralne, ogólnopolskie nabożeństwo z okazji 500. rocznicy reformacji. 
Podczas pandemii COVID-19 parafia dostosowała swoją działalność do obowiązujących ograniczeń sanitarnych. Nabożeństwa były transmitowane online, a wierni mieli możliwość uczestniczenia w życiu wspólnoty poprzez spotkania internetowe oraz indywidualne duszpasterstwo.
W 2021 roku w kościele parafialnym odbyło się nabożeństwo z okazji wprowadzenia w urząd Ewangelickiego Biskupa Wojskowego ks. ppłk. Marcina Makuli. W uroczystości uczestniczyli duchowni Kościoła Ewangelicko-Augsburskiego, przedstawiciele Wojska Polskiego oraz zaproszeni goście. 
Po wyborze nowego biskupa diecezji katowickiej pod koniec 2024 roku parafia nie pełni już funkcji siedziby biskupa diecezjalnego, jednak nadal odbywają się w niej ważne uroczystości diecezjalne.

## Proboszczowie

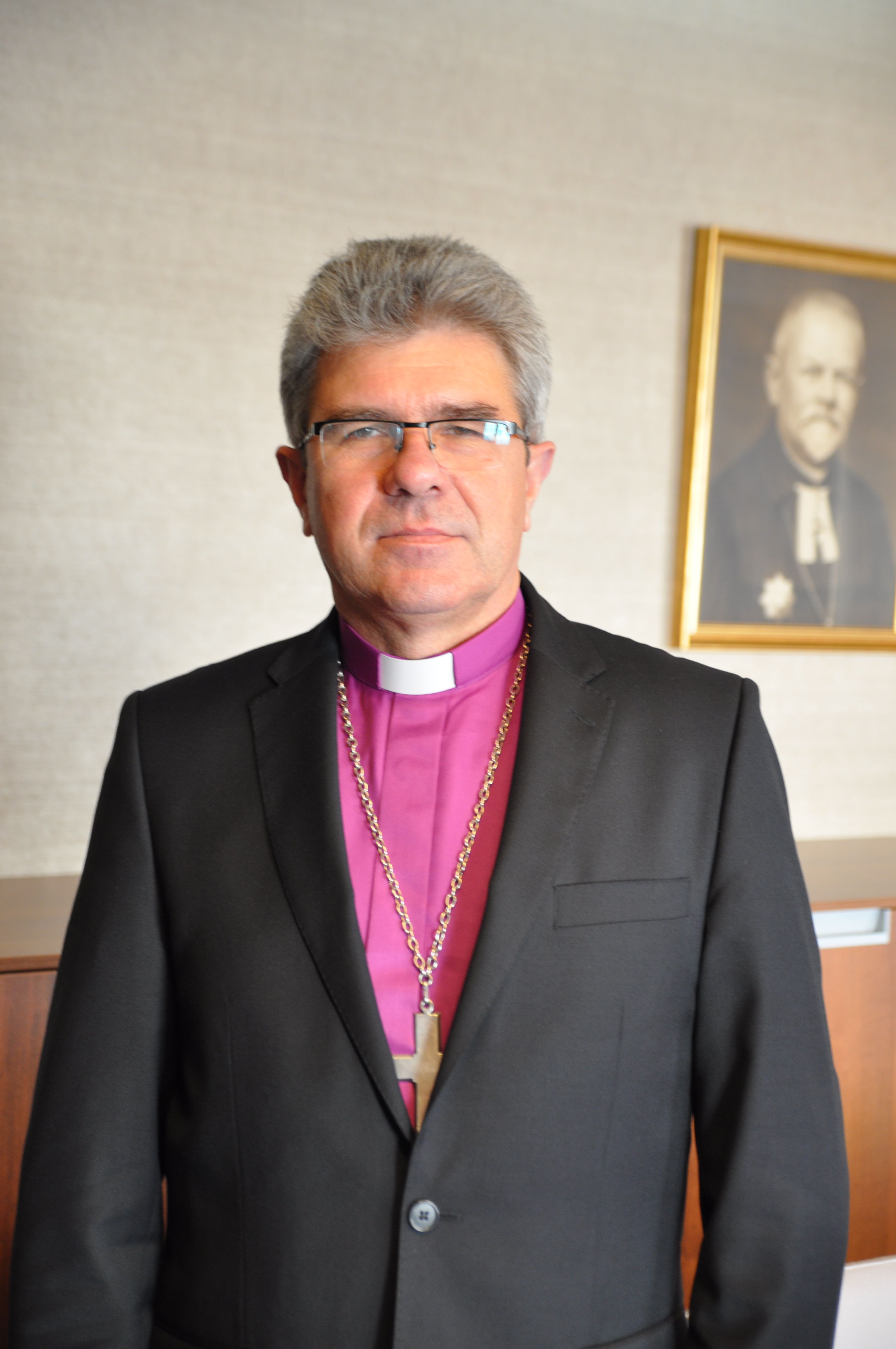
Ks. Marian Niemiec – proboszcz parafii od 2014 roku

- ks. Gotthold Christian Clausnitzer (administrator 1854–1859, proboszcz 1859–1875)[5][30]
- ks. Franciszek Kralik (1876–1903)[5]
- ks. Hermann Voss (1904–1938; superintendent – zwierzchnik diecezji pszczyńskiej w latach 1919–1922; prezydent – zwierzchnik Kościoła na Górnym Śląsku 1922-1937)[5]
- ks. Ryszard Danielczyk (polski administrator 1938–1939)[5]
- ks. Hans Harlfinger (niemiecki administrator 1938–1939)[5]
- ks. Alfred Bolek (administrator 1939–1945; p.o. superintendent diecezji 1939–1945)[5]
- ks. Adam Hławiczka (1945–1978)[5]
- ks. Ryszard Neuman (1979–1992)[5]
- ks. Tadeusz Szurman (1993–2014; biskup – zwierzchnik diecezji 2002–2014)[5]
- ks. Marian Bienioszek (administrator 2014)[5]
- ks. Marian Niemiec (od 2014; biskup – zwierzchnik diecezji 2014–2024)[5]

## Kościół parafialny
Świątynią parafialną jest kościół Zmartwychwstania Pańskiego, położony przy ulicy Warszawskiej 18. Został on poświęcony 29 września 1858 roku, a wzniesiono go w stylu arkadowym według projektu Richarda Lucaego z Berlina. Był on dwukrotnie powiększany. Charakteryzuje się m.in. fasadą z wejściem głównym z trzema otworami drzwiowymi, nad którymi znajduje się rozeta. Flankowane są przez dwie mniejsze wieże. Ponadto kościół posiada transept, a nad prezbiterium góruje wieża z zegarami. We wnętrzu kościoła znajdują się m.in. oryginalna ambona obłożona płytami z płaskorzeźbami Chrystusa i czterech ewangelistów, drewniane empory, ołtarz z 1949 roku czy brązowy drewniany sufit udekorowany m.in. motywami liturgicznymi.

## Działalność parafii

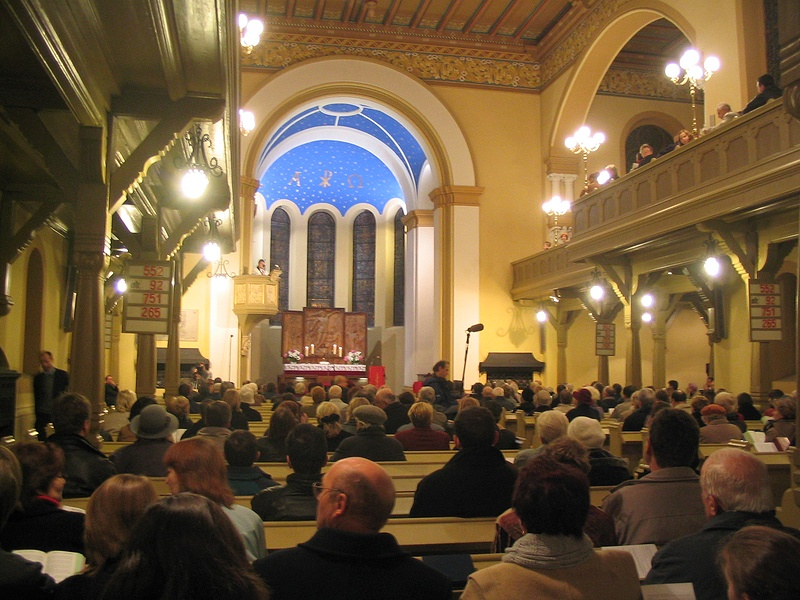
Wnętrze kościoła parafialnego w czasie jednej z uroczystości (2006)

Parafia Ewangelicko-Augsburska w Katowicach ma swoją siedzibę przy ulicy Warszawskiej 18, na terenie dzielnicy Śródmieście. Przynależy do diecezji katowickiej Kościoła Ewangelicko-Augsburskiego w Rzeczypospolitej Polskiej. W 2022 roku wspólnota liczyła około 850 wiernych. W kościele parafialnym w każdą niedziele odprawiane jest nabożeństwo główne, a okresie Adwentu w każdą środę nabożeństwo tygodniowe.
W parafii funkcjonują: Koło Pań, grupy młodzieżowe i studenckie, odbywają się studia biblijne, próby chóru oraz lekcje religii dla wszystkich klas. W okresie letnim parafia prowadzi akcję otwartego kościoła. Ponadto od 1987 roku w parafii działa oddział Polskiego Towarzystwa Ewangelickiego. Oddział oprócz regularnych odczytów i spotkań organizuje sesje popularnonaukowe we współpracy z Muzeum Śląskim w Katowicach. Mieści się tutaj także siedziba Zarządu Głównego.
W parafii kultywuje się także tradycje muzyczne nawiązujące do działalności Oskara Meistera, który założył w 1873 roku Instytut Muzyczny. Działa chór „Largo Cantabile”, z którym współpracowało wielu dyrygentów, m.in. Fritz Lubrich w latach 1919–1934, Jan Gawlas w latach 1928–1932 (późniejszy rektor Akademii Muzycznej w Katowicach), Karol Stryja w latach 1938–1939 i 1946–1949 (profesor Akademii Muzycznej, wieloletni dyrygent i dyrektor Filharmonii Śląskiej w Katowicach), ks. Adam Hławiczka w latach 1948–1981 czy Mirosław Bliwert w latach 1981–2007. Chór koncertował za granicą, a w 1996 roku wydał kasetę „Pieśń dziękczynna”. W 1997 roku przyjął nazwę „Largo Cantabile”.
W 1996 roku parafia powołała do istnienia wydawnictwo „Głos Życia”, które opublikowało wiele publikacji religijnych i historycznych. W latach 1997–2004 na parafii mieściła się redakcja kwartalnika społeczno-kulturalnego „Myśl Protestancka”, a od 2003 roku wydawany był kwartalnik diecezjalny Ewangelik, którego wydawcą był Instytut Matki Ewy. W 2000 roku w lewym transepcie kościoła otwarto stałą ekspozycję poświęconą historii ewangelickiej parafii.
Parafia zarządza cmentarzem przy ulicy Francuskiej o powierzchni 1,93 ha, założonym w 1884 roku. W latach 70. XX wieku został on częściowo udostępniony parafii Mariackiej.